# Município de Colerain (condado de Ross, Ohio)
Localização do Ohio nos E.U.A.
O município de Colerain (em inglês: Colerain Township) é um município localizado no condado de Ross no estado estadounidense de Ohio. No ano 2010 tinha uma população de 2148 habitantes e uma densidade populacional de 23,43 pessoas por km².

## Geografia
O município de Colerain encontra-se localizado nas coordenadas 39° 25′ 30″ N, 82° 48′ 00″ O. Segundo a Departamento do Censo dos Estados Unidos, o município tem uma superfície total de 91.67 km², da qual 91,6 km² correspondem a terra firme e (0,08 %) 0,07 km² é água.

## Demografia
Segundo o censo de 2010, tinha 2148 pessoas residindo no município de Colerain. A densidade de população era de 23,43 hab./km².